# イジス
イジス（Izis、本名: イスラエリス・ビデルマナス Israëlis Bidermanas、1911年1月17日-1980年5月16日）は、フランスの写真家。当時ロシア帝国領であったリトアニア・マリヤンポレ生まれ。ユダヤ系の家系に生まれる。若くしてパリに移る。
彼は、第二次世界大戦中から戦後にかけてパリで活躍した。その作品は、いわゆる「パリ写真」の系譜に連なり、都市写真と呼べる作品を多く撮影した。イジスはブラッサイ、カルティエ＝ブレッソン、ドアノー、サビーヌ・ヴァイス、ロニスらのフランス・ヒューマニスト写真のグループの主要な写真家となり、都市とその町に生活する人々を詩的なイメージで表現する作品を発表した。
パリで没する。

## 日本での展覧会
- 巴里を愛した異邦人　イジス写真展　1944-1980
  - 東京　青山ベルコモンズ9Fクレイドルサロン　1994年12月28日-1995年1月12日
  - 大阪　ナビオ美術館　1995年3月24日-4月18日
  - 企画・制作　G.I.P. Tokyo
- シャガール展－写真家イジスの撮ったシャガール－（上野の森美術館、2007年10月13日(土)～12月11日(火)）

## 欧米での展覧会
- 「5人のフランスの写真家（Five French Photographers）」展（1951年、ニューヨーク近代美術館）エドワード・スタイケンによる企画 
  - 他の4人は、ウィリー・ロニ、アンリ・カルティエ＝ブレッソン、ブラッサイ、ロベール・ドアノー
- Izis, le photographe rêvé de Paris（パリ市庁舎、2010年1月20日-5月29日）

## 写真集
- イジス写真集（トレヴィル、1989年）
- IZIS Captive Dreams Photographs 1944-1980, Marie De Thezy, Thames & Hudson Ltd., 1993年